# La Masiera Bassa
La Masiera Bassa (en francès Lamazière-Basse) és un municipi francès situat al departament de la Corresa i a la regió de la Nova Aquitània.

## Demografia
| 1962                                       | 1968 | 1975 | 1982 | 1990 | 1999 | 2007 |
| ------------------------------------------ | ---- | ---- | ---- | ---- | ---- | ---- |
| 336                                        | 422  | 355  | 350  | 326  | 286  | 276  |
| Des de 1962: població sense dobles comptes |      |      |      |      |      |      |

## Administració
| Període   | Identitat          | Partit |
| --------- | ------------------ | ------ |
| 2001-2008 | René Prach         |        |
| 2008-     | Jean-Paul Valentin |        |